# Wladimiro Calarese
Wladimiro Calarese (* 3. Oktober 1930 in Messina; † 13. August 2005 in Dayton, Ohio) war ein italienischer Säbelfechter.

## Erfolge
Wladimiro Calarese gewann zwei Medaillen bei Weltmeisterschaften. 1963 sicherte er sich in Danzig Bronze im Einzel, mit der Mannschaft gewann er 1965 in Paris Silber. Er nahm an drei Olympischen Spielen teil. 1960 in Rom erreichte er in der Einzel- und der Mannschaftskonkurrenz jeweils die Finalrunde. Im Einzel gewann er hinter Rudolf Kárpáti und Zoltán Horváth die Bronzemedaille und auch mit der Mannschaft belegte er den Bronzerang. Bei den Olympischen Spielen 1964 in Tokio sowie 1968 in Mexiko-Stadt gewann er mit der Mannschaft jeweils die Silbermedaille. In den Einzelkonkurrenzen schied er beide Male in der Vorrunde aus.